# Осакский морской музей
Осакский морской музей (яп. なにわの海の時空館) — бывший морской музей в Осаке (Япония), открыт мэром города Осака 14 июля 2000 года, начав работу в марте 1998 года. Разработан французским архитектором Полем Андрё с инженерным проектированием фирм Arup и Tohata. Музей был построен на мелиорированной земле в Осакском заливе за 12,8 млрд иен, а его центральным элементом была копия торгового корабля периода Эдо Naniwa Maru. Требование к куполу противостоять сейсмическим, волновым и ветровым нагрузкам и его успешное завершение привело к тому, что здание получило в 2002 году Специальную награду в области конструкций от Института инженеров-строителей Великобритании.
10 марта 2013 года музей был закрыт из-за финансовых проблем и снижения количества посетителей после первоначальной популярности музея.

## История

### Планирование
Город Осака хотел создать музей, отражающий морскую историю портового города. Музей планировалось разместить на мелиорированной земле в Осакском заливе, где были построены несколько офисных проектов и конференц-центр, чтобы создать знаковое здание, привлекающее людей из центра города. Эскизы купола по заказу города были предоставлены французским архитектором Полем Андрё, который предложил разместить музей непосредственно в воде, и поэтому на мелиорированной земле нужно было вырыть бассейн площадью 300 000 м² со сферическим куполом, который выглядел бы как поплавок в бухте, доступ к которому осуществлялся бы через подводный туннель.

### Проект

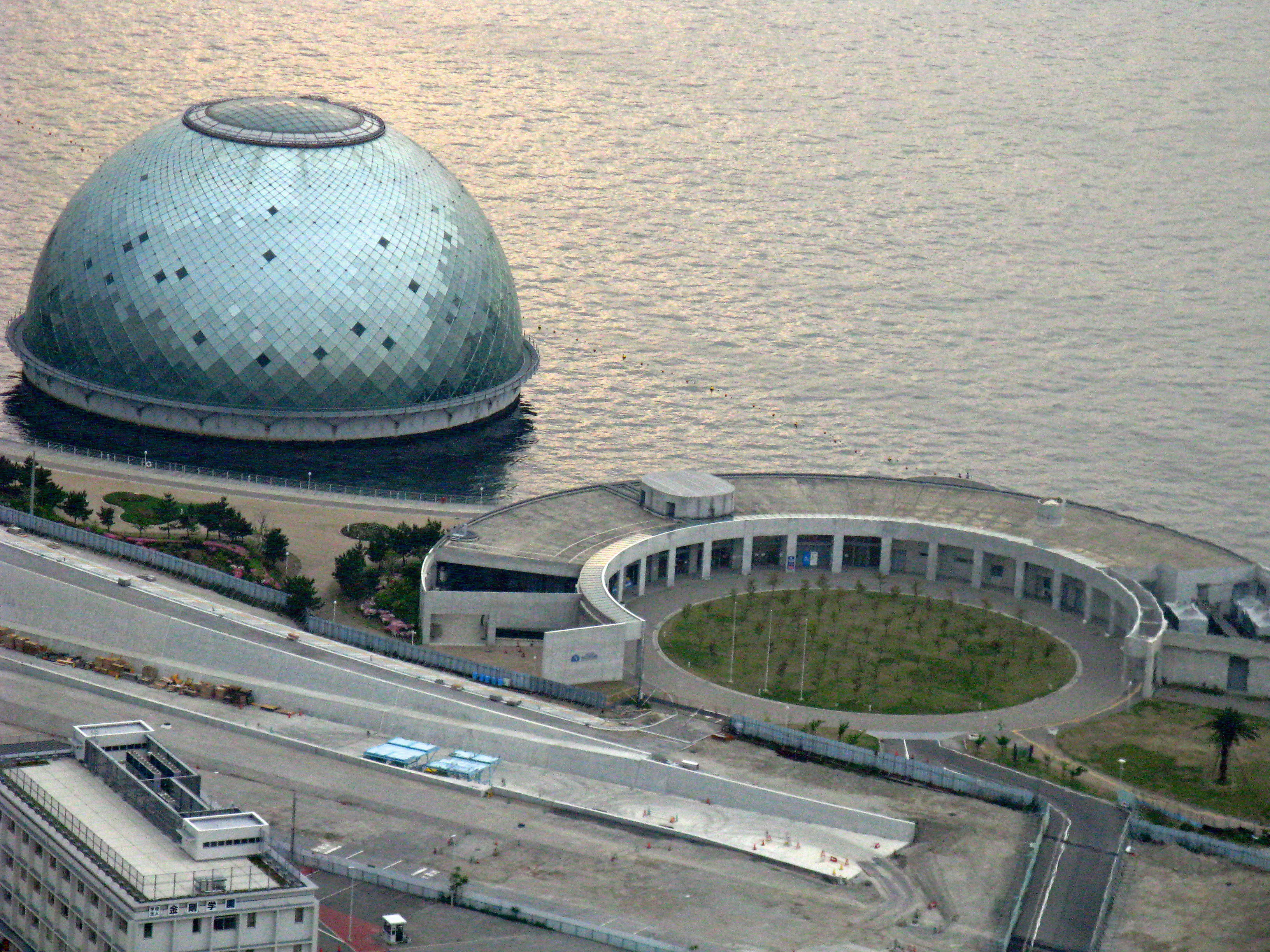
Купол музея соединён со входом подводным туннелем длиной 60 м.

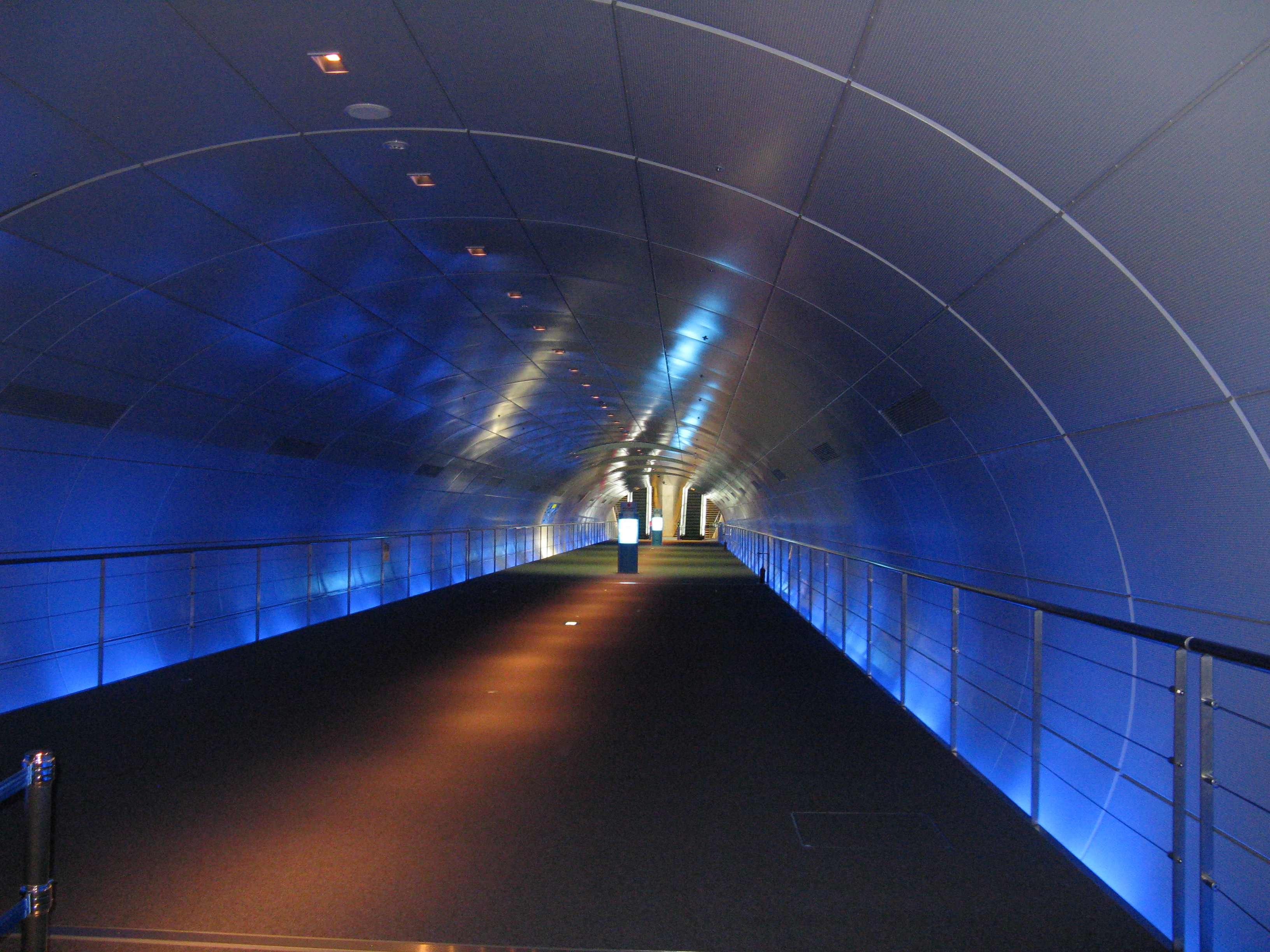
Подводный туннель, соединяющий вход с основным корпусом музея

Андрё построил купол по кривой Вивиани. Фирма Arup отвечала за проектирование структурных, механических, электрических и сейсмических инженерных решений для купола и внутренней конструкции, в которой находятся экспонаты, в то время как японская фирма Tohata отвечала за проектирование входного здания, подводного туннеля и подконструкции купола.
На участке, состоящем из 25-м толщи мелиорированной земли поверх 15 м аллювиальной глины, были спроектированы сваи длиной 40 м. Чтобы здание не провалилось бы под землю, если землетрясение вызвало бы разжижение грунта, верхние 10 м свай были спроектированы как сваи из сборного железобетона со стальной опалубкой. Для предотвращения подъёма здания из-за плавучести сваи были залиты плитой первого этажа толщиной 1,6-2,5 м, чтобы обеспечить достаточный вес.
Полукруглое здание со стороны входа в здание содержало кассу, вестибюль и административные помещения, а двумя цокольными этажами ниже располагались складские помещения и производственные помещения. Из вестибюля посетители спускались в затопленный тоннель в застеклённых стояках. Туннель был сделан из железобетона, имел ширину 15 м и длину 60 м, но кратчайшее расстояние от купола до берега составляло 15 м.
Окончательный проект предусматривал здание площадью 20 тыс. м², состоящее из здания со входом с берега площадью 5 тыс. м², 60-м подводного туннеля площадью 1 тыс. м², выходящего в купол, который окружал четыре уровня общей площадью 14 тыс. м².

### Строительство
Строительство музея продолжалось вего 25 месяцев. Купол был самой важной частью процесса. Было обнаружено, что купол можно построить за пределами строительной площадки, в то время как внутренняя секция возводилась на месте, что позволило избежать возможных задержек при строительстве и обеспечить своевременное завершение проекта. Это также означало, что конструкция купола была изолирована от внутренней конструкции, что упростило сейсмостойкость. Для строительства купола были выбраны предприятия в провинции Харима компании Kawasaki Heavy Industries, которые находились всего в 33 км по другую сторону Осакского залива. 3 ноября 1998 года плавкран весом 4 100 т поднял купол массой 1 200 т и подъёмную установку на баржу. 5 ноября баржа совершила 6-часовой переход к музею, и после целого дня проверок плавкран снова поднял купол, маневрировал к завершенному основанию и опустил купол на место.

## Экспозиция

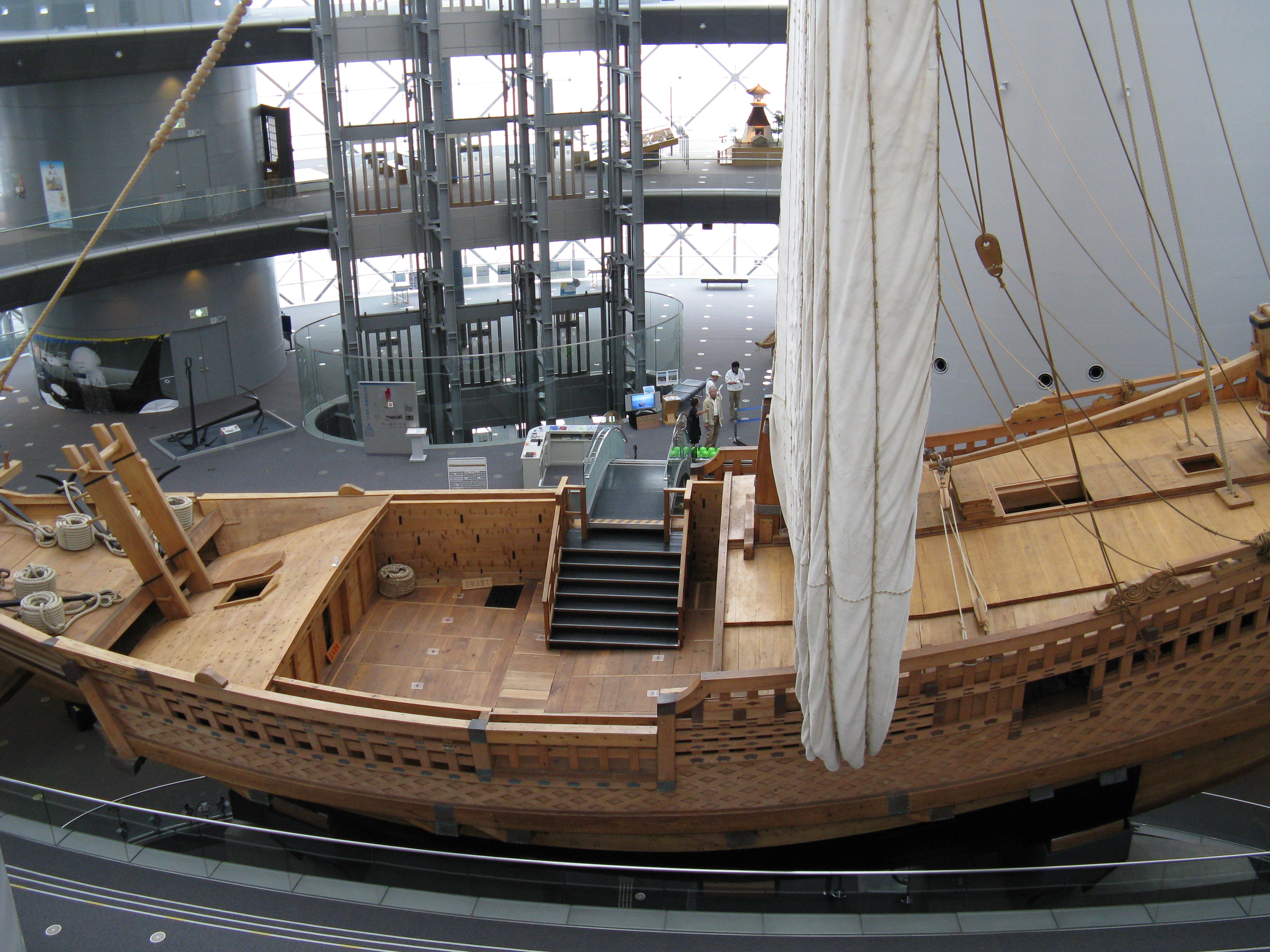
Реплика торгового корабля XVII века Naniwa Maru в центре купола музея

Осака — порт, который быстро рос в период Эдо, став известным как японская кухня. Целью музея было показать, как море, корабли и гавань использовались на благо города и общего развития морской культуры во всём мире.
Центральным экспонатом была реплика Naniwa Maru, торгового корабля XVII века, или «хигаки-кайсэн». Корабль прошёл испытания в Осакском заливе, а затем был помещён в музей, когда на место был доставлен купол. На четырёх этажах вокруг и под Naniwa Maru находится ряд экспонатов, отслеживающих развитие морской торговли вокруг Осаки и в мире. К ним относятся гравюры укиё-э, копии гальюнных фигур и демонстрация инструментов кораблестроителей.
В подвале находились два видеотеатра. «Павильон морских приключений» представлял собой вымышленную историю о молодом японском мореплавателе, столкновении с пиратами и бушующих волнах, в то время как сиденья качались в ответ на вид на экране. «Театр моря» проводил зрителей по Венеции с помощью трёхмерного фильма, имитирующего ветер и запахи. Наконец, симулятор яхты давал посетителям возможность попробовать свои силы в виртуальном парусном спорте.